# Kistefos-Museum

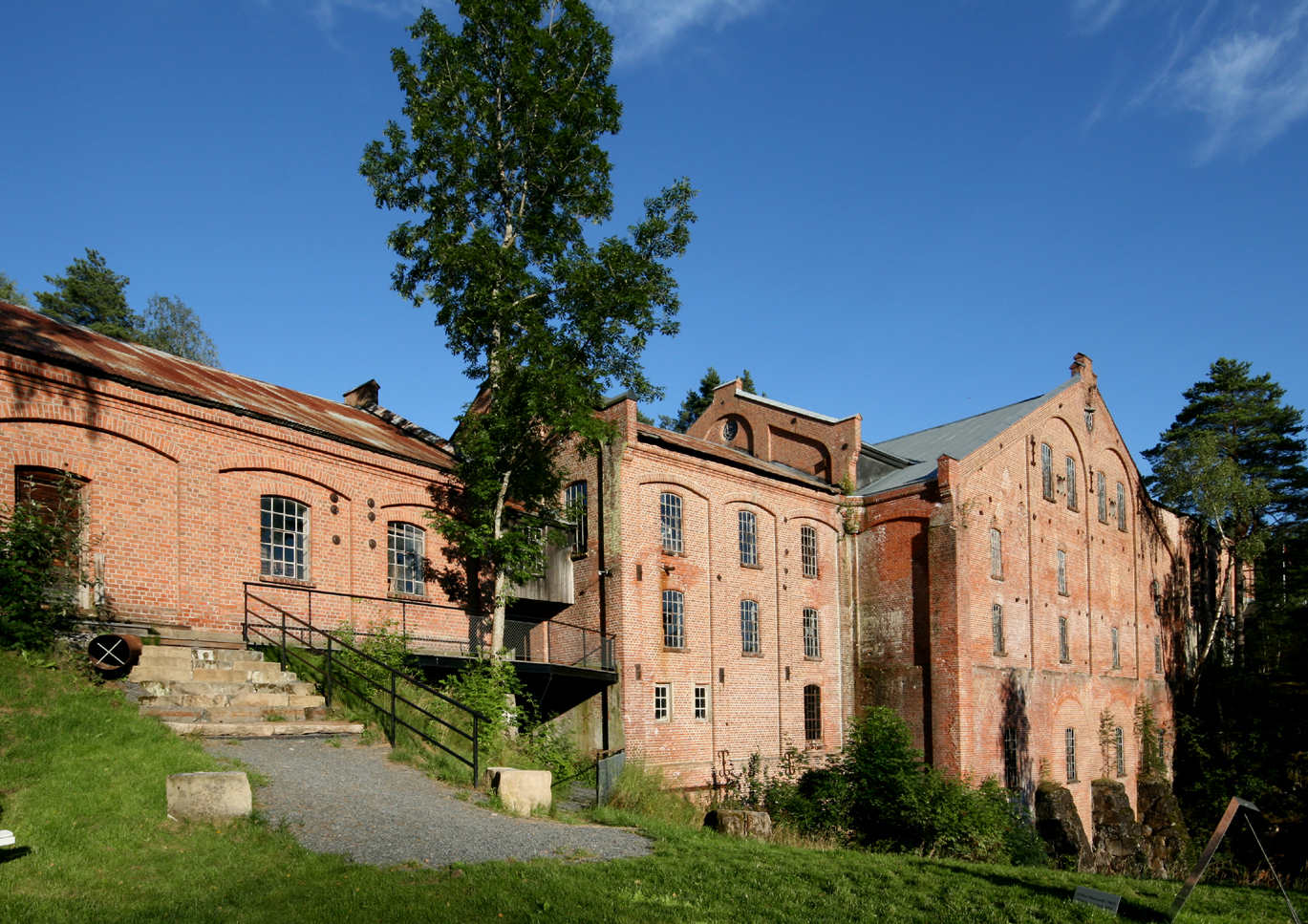
Die ehemalige Holzmühle Kistefos Træsliberi ist heute ein Industriemuseum und Mittelpunkt des Skulpturenparks.

Das Kistefos-Museum (norwegisch Kistefos-Museet) ist ein norwegisches Industriemuseum mit Kunstgalerie und Skulpturenpark.
Es liegt unweit südlich von Jevnaker am Kistefoss, einem Wasserfall der Randselva, die am Südende des Randsfjordsees bei Jevnaker beginnt und durch Hadeland in südliche Richtung nach Hønefoss fließt.
Ursprung des 1996 gegründeten Industriemuseums ist eine ehemalige Holzmühle, die Kistefos Træsliberi („Kistefos Holzschleiferei“), die hier 1889 entstand und in der viele Jahrzehnte lang Zellstoff produziert wurde. Der dazu benötigte elektrische Strom wurde aus der Wasserkraft des nahen Kistefoss-Wasserfalls gewonnen. Im Jahr 1955 wurde die Zellstoffproduktion eingestellt.
Die ehemalige Holzmühle ist nun ein Industriedenkmal und stellt als eine nahezu intakte alte Industrieanlage ein einzigartiges Denkmal der Anfänge der Industrialisierung Norwegens dar. Im Jahr 1999 wurde eine erste Kunstausstellung im historischen Gebäude eingerichtet.
Inzwischen ist sie zum Mittelpunkt eines weitläufigen Skulpturengartens geworden, des Kistefos-Museets skulpturpark. Dieser ist ganzjährig geöffnet und zeigt mehr als vierzig zeitgenössische Skulpturen von renommierten Künstlern wie dem Kolumbianer Fernando Botero, dem Dänen Jeppe Hein, dem Briten Marc Quinn, der Japanerin Yayoi Kusama und anderen.
Ein besonderer Anziehungspunkt ist The Twist („Die Wendung“), eine weitere Galerie, deren Gebäude selbst auch ein außergewöhnliches Kunstwerk darstellt, nämlich eine schraubenförmig gebaute Passage, die zudem zweckmäßig als Brücke über die Randselva führt.
Das Museum wird von der Kistefos Museum Foundation finanziert, die durch Spenden von Christen Sveaas, einem Nachkommen des Gründers der Holzmühle, Anders Sveaas (1840–1917), und der Gemeinde Jevnaker entstand.

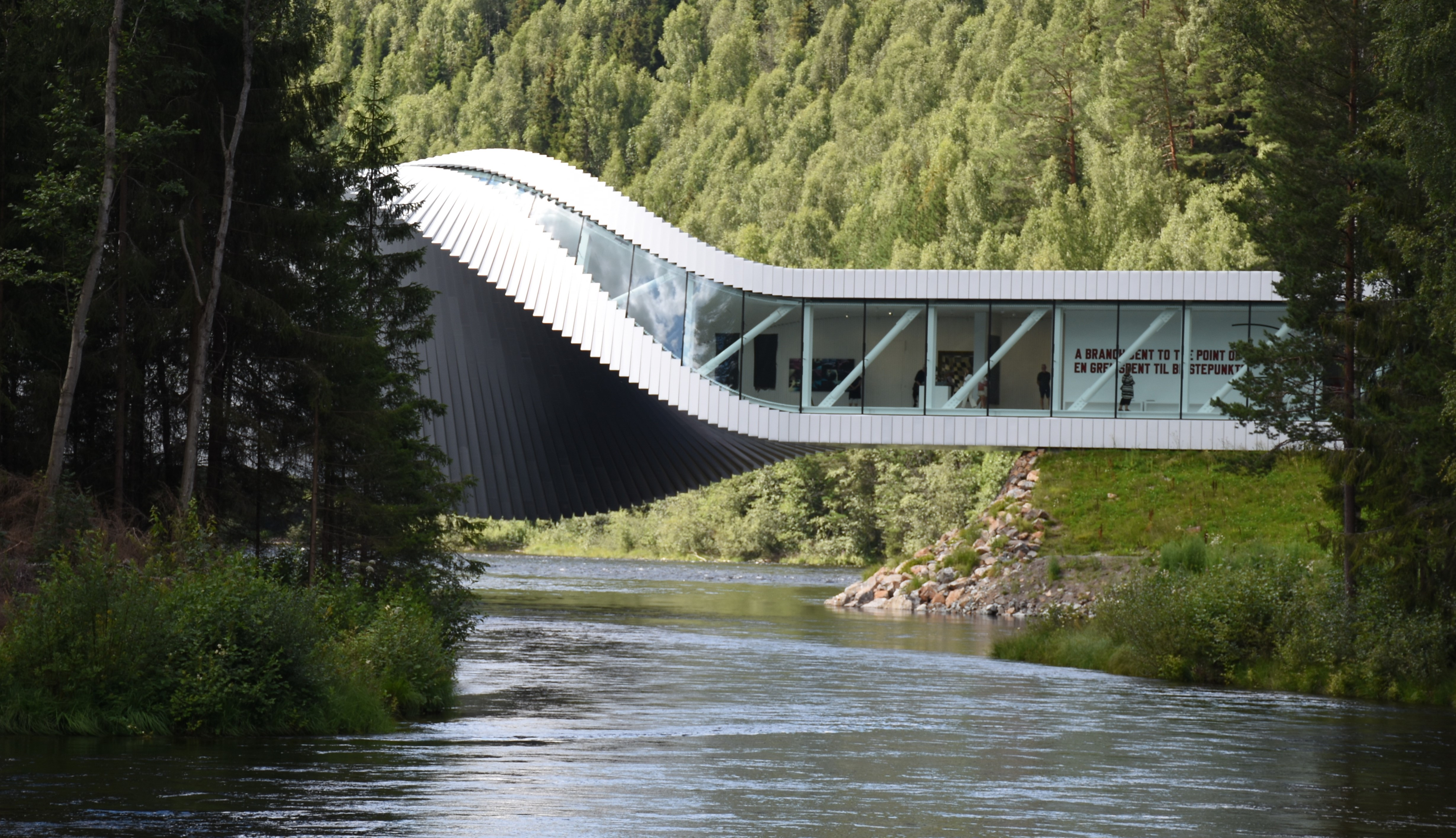
Die moderne Kunstgalerie The Twist dient zugleich als Brücke über die Randselva.